# 2006年のバレーボール
< 2006年 | 2006年のスポーツ
2006年のバレーボール（2006ねんのバレーボール）では、2006年（平成18年）のバレーボール関連の出来事をまとめる。

## できごと
- 1月 - 大友愛が結婚、妊娠を発表。
- 5月 - 旭化成スパーキッズが活動休止。
- 5月 - 茂原アルカスが廃部。
- 11月 - 水野宗徳の小説『おっぱいバレー』が発売[1]。
- アメリカにて、高校女子バレーを題材にした映画「ガールズ・アタック All You've Got」が公開（日本未公開）。
- FIVB加盟（その34） - モンテネグロ、モントセラトの2カ国。

## 国際大会
- 世界選手権
  - 男子
    - 金メダル： ブラジル
    - 銀メダル： ポーランド
    - 銅メダル： ブルガリア
    - MVP：ジルベルト・ゴドイフィリョ

  - 女子
    - 金メダル： ロシア
    - 銀メダル： ブラジル
    - 銅メダル： セルビア・モンテネグロ
    - MVP：竹下佳江

- ワールドリーグ
  -     - 1位： フランス
    - 2位： ロシア
    - 3位： ブルガリア

- ワールドグランプリ
  -     - 1位： ブラジル
    - 2位： ロシア
    - 3位： イタリア

- 欧州チャンピオンズリーグ
  - 男子
    - 1位： シスレー・トレヴィーゾ
    - 2位： イラクリス・テッサロニキVC
    - 3位： ロコモティフ・ベロゴリエ

  - 女子
    - 1位： パッラヴォーロ・シリオ・ペルージャ
    - 2位： RCカンヌ
    - 3位： バレー・ベルガモ

- AVCアジアクラブ選手権
  - 男子
    - 1位： ペイカン・テヘランVC
    - 2位： Rahat
    - 3位： BNI Taplus

  - 女子
    - 1位： 天津ブリヂストン
    - 2位： 中山工商
    - 3位： Sang Som

## 国内大会

### 日本
- 第12回Vリーグ
  - 男子
    - 優勝：堺ブレイザーズ
    - 準優勝：サントリーサンバーズ
    - MVP：千葉進也

  - 女子
    - 優勝：パイオニアレッドウイングス
    - 準優勝：久光製薬スプリングス
    - MVP：栗原恵

- 第8回V1リーグ
  - 男子
    - 優勝：三好循環器科EKG大分
    - 準優勝：東京ヴェルディ

  - 女子
    - 優勝：トヨタ車体
    - 準優勝：PFU

- 黒鷲旗全日本選手権
  - 男子
    - 優勝：東レアローズ
    - 準優勝：東海大学

  - 女子
    - 優勝：久光製薬スプリングス
    - 準優勝：日立佐和リヴァーレ

- 第37回全国高校選抜
  - 男子
    - 優勝：深谷（埼玉）
    - 準優勝：東北（宮城）

  - 女子
    - 優勝：東九州龍谷（大分）
    - 準優勝：京都橘（京都）

- 高校総体
  - 男子
    - 優勝：岡谷工（長野）
    - 準優勝：深谷（埼玉）

  - 女子
    - 優勝：鹿屋中央（鹿児島）
    - 準優勝：大阪国際滝井（大阪）

### イタリア
- セリエA
  - 男子
    - 優勝：ルーベ・マチェラータ

  - 女子
    - 優勝：バレー・ベルガモ

### 韓国
- 韓国Vリーグ2005-2006
  - 男子
    - 優勝：現代キャピタル
    - 準優勝：三星火災

  - 女子
    - 優勝：興国生命
    - 準優勝：韓国道路公社

### 中国
- 中国バレーボールリーグ2005-2006
  - 男子
    - 優勝：上海东方男子排球
    - 準優勝：江苏一品梅男子排球

  - 女子
    - 優勝：辽宁大连高新园区女子排球
    - 準優勝：天津ブリヂストン女子排球

## 死去
- 11月9日 - リュドミラ・ブルダコワ （68）